# Atriplex myriophylla
Atriplex myriophylla är en amarantväxtart som beskrevs av Rodolfo Amando Philippi. Atriplex myriophylla ingår i släktet fetmållor, och familjen amarantväxter. Inga underarter finns listade i Catalogue of Life.